# Remigijus Šimašius
Remigijus Šimašius (né le 12 janvier 1974 à Tauragė) est un homme politique lituanien, ancien ministre de la Justice et actuel maire de Vilnius.

## Biographie

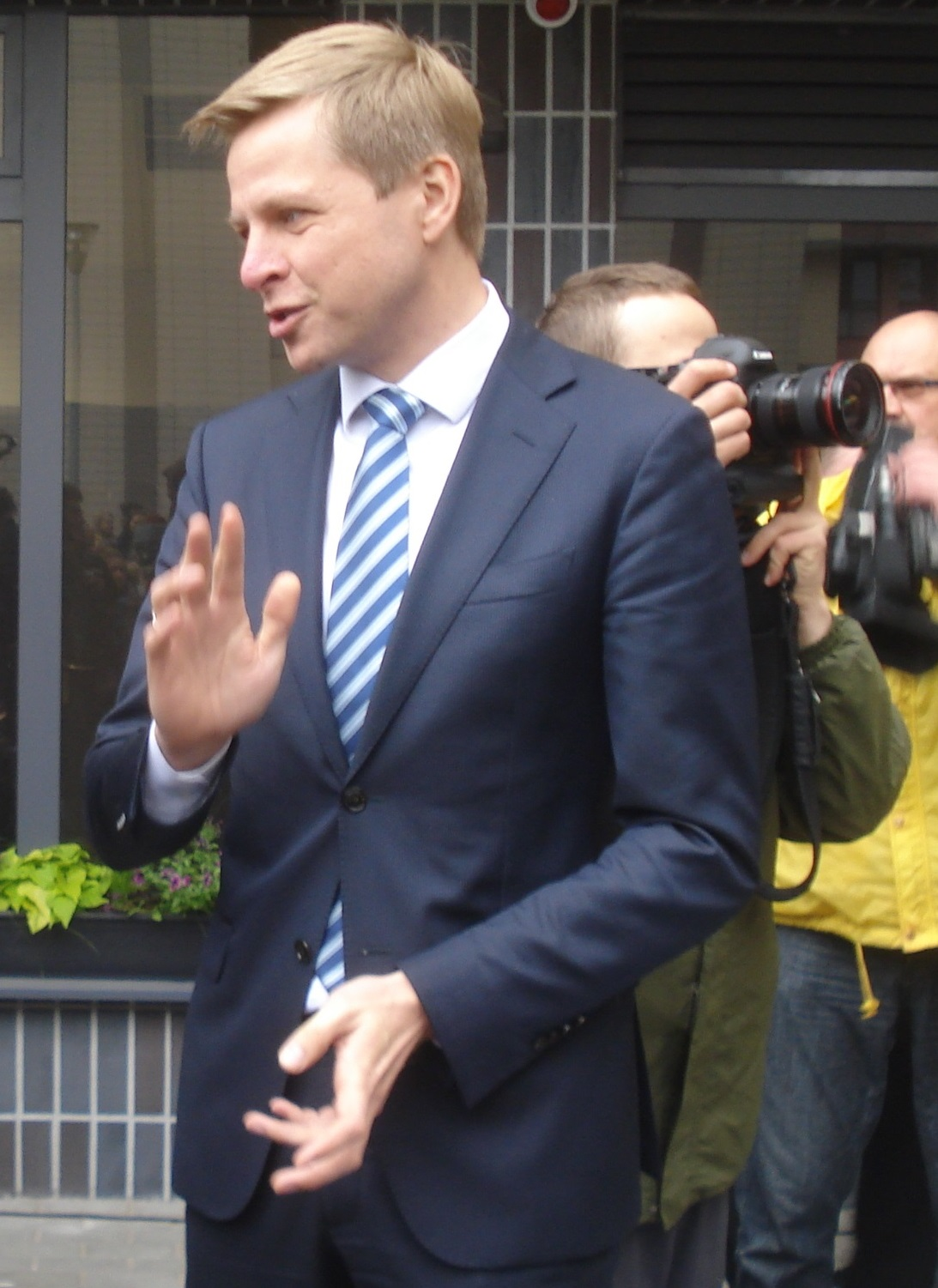

Remigijus Šimašius suit des études de droit à l'Université de Vilnius, et en sort diplômé en 1997. Il est titulaire d'un doctorat en sciences sociales de l'Université Mykolas Romeris (2002).
À partir de 1995, il travaille au sein du think tank Lithuanian Free Market Institute (en). Il en est le président de 2006 à 2008.
Il est marié et père de trois enfants.

## Activité politique
Remigijus Šimašius est actif au sein du mouvement libéral à partir de 1993.
Il est membre du conseil municipal de Vilnius de 2001 à 2006.
Le 9 décembre 2008, il est nommé ministre de la Justice dans le second gouvernement dirigé par Andrius Kubilius. Il est remplacé, le 12 décembre 2012, par Juozas Bernatonis.
En 2012, engagé sur la liste du Mouvement libéral de la République de Lituanie (LRLS), Remigijus Šimašius obtient son premier mandat de député au Seimas, le parlement lituanien. Mais il abandonne son mandat en avril 2015, lorsqu'il est élu maire de Vilnius et battant le sortant Artūras Zuokas. Son mandat de député est repris par Viktorija Čmilytė.
En mai 2016, Eligijus Masiulis, alors président du LRLS, est mis en cause dans une affaire de corruption et démissionne. Remigijus Šimašius est élu à la tête du parti le mois suivant.